# Orku
Orku, auch Orho bzw. Wu'erhe (englisch Urho, chinesisch 乌尔禾区, Pinyin Wū'ěrhé Qū, uigurisch ئورقۇ رايونى Orⱪu Rayoni), ist ein Stadtbezirk der bezirksfreien Stadt Karamay im Uigurischen Autonomen Gebiet Xinjiang der Volksrepublik China. Das Verwaltungsgebiet des Stadtbezirks hat eine Fläche von 2.229,32 km² und zählt ca. 9.780 Einwohner (Stand: Zensus 2010).

## Administrative Gliederung
Auf Gemeindeebene setzt sich Orku aus einem Straßenviertel und einer Gemeinde zusammen. Diese sind:
- Straßenviertel Liushujie (柳树街街道);
- Gemeinde Orku (乌尔禾乡).

## Dinosaurier
Der Wuerhosaurus wurde nach dem Stadtbezirk benannt.